# 賽銭

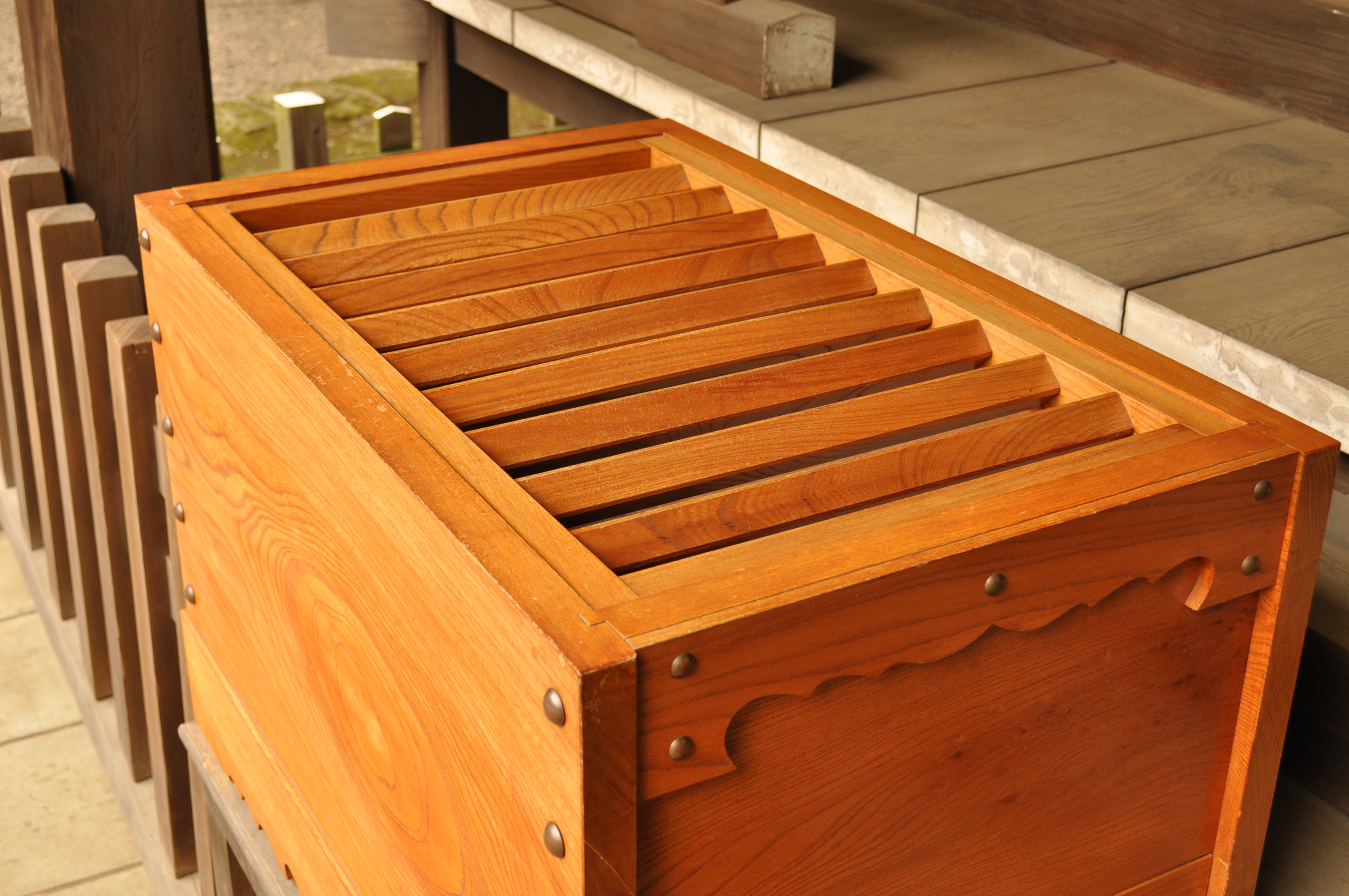
一般的な賽銭箱

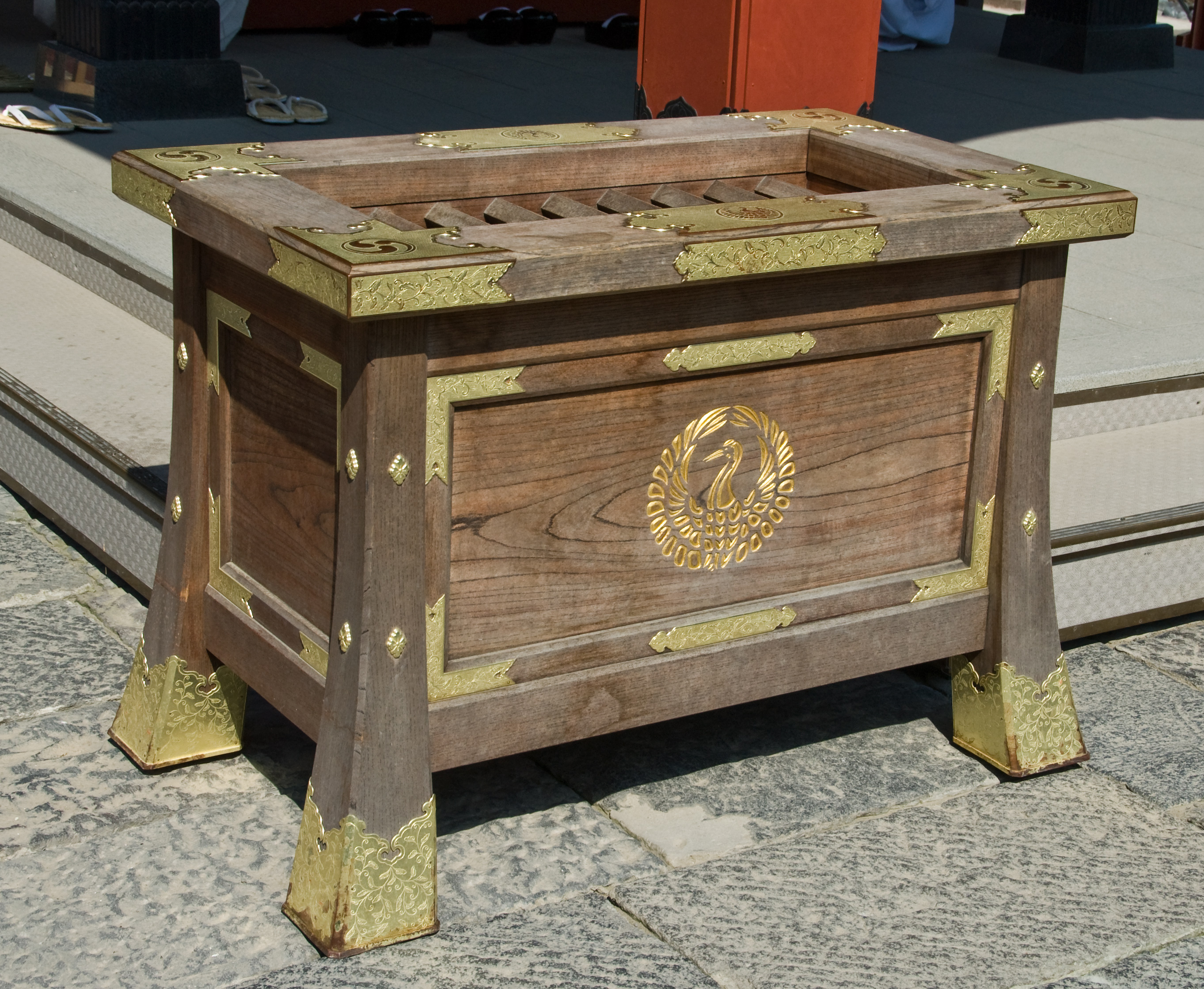
神社の賽銭箱

賽銭（さいせん）とは、祈願成就のお礼として神や仏に奉納する金銭のこと。元は金銭ではなく幣帛・米などを供えた。
「賽」は「神から福を受けたのに感謝して祭る」の意味。「祭る・祀る」の語義は「飲食物などを供えたりして儀式を行い、神を招き、慰めたり祈願したりする」。

## 概要
散銭ともいうが、金銭を供えるようになったのは後世であり、古くは米が神仏に供えられた。その形態は、神前や仏前に米を撒く「散米」「散供・御散供・打撒」や、洗った米を紙に包んで供える「おひねり」だった。金銭が供えられるようになったのは中世以降であり、庶民に貨幣経済と社寺への参詣が浸透し始めた時期である。そして、参詣が一般化したことで都市の風習として、賽銭をあげることが流行になった。しかし、現在のように賽銭箱が置かれるようになったのは近世以降である。また、地域によっては長らく米が供えられていた。
現代の日本においては初詣で特に多く納められ、寺社の維持・運営の重要な財源となっている。参拝客にとって経済的負担が少なく少額硬貨が入れられることも多いが、近年では、寺社にとっては金融機関への入金手数料が負担になる問題が起きており、却って赤字になる場合もある。特に一円硬貨に関しては、金融機関に大量に入金しようとした場合、その大量の一円硬貨の総額が手数料に負けてしまう場合が多い。そのため2022年頃から、神社が主に商店等の事業者向けに金融機関を介さず無手数料で賽銭を利用した両替サービス（その利用者は紙幣等を出し、釣銭用等として棒金の形で硬貨を受け取る）を行うケースが各地で相次いでいる。

## 各国の賽銭

### 日本

#### 概要
参拝者は賽銭箱に金銭を投入した後、神社なら2拝2拍手1拝、仏教寺院なら合掌し、目を閉じながら神仏への願い事やお礼を心の中で唱える。
賽銭は願いを聞いてもらう対価ではないとする説もあり、『日本書紀』の「罪を素戔嗚尊に負わせ、贖罪の品々を科して差し出させた」というところから自身の罪を金銭に託して祓うとする説（浄罪箱）と、賽銭箱に硬貨を入れる音で罪祓う（鈴と同じ）とする説がある。
賽銭箱が設置されていない、野外や祠の地蔵や道祖神にも、時おり参拝者によって賽銭が置かれることがある。博物館では展示している仏像・神像に「賽銭をあげないでください」と注意書きしてある場合もある。

#### 歴史
古来神仏に祈願する場合、主と米を紙に包み「紙捻り、おひねり」として奉納した。貨幣経済の進展に伴い米・雑穀よりも銭貨が増え、しかもそのまま神前に置かれたので自然発生的に銭貨を受ける賽銭箱が生まれた。戦国時代の僧侶快元の日記である『快元僧都記』によると、1540年（天文9年）に散銭櫃（さんせんびつ）なる箱が鶴岡八幡宮に置かれたという記述があり、これが賽銭箱が記録に残る日本最古のものとされる。室町時代に伊勢参宮や本山詣が庶民に広がり、賽銭を奉る風習が定着したといわれる。

#### 賽銭箱

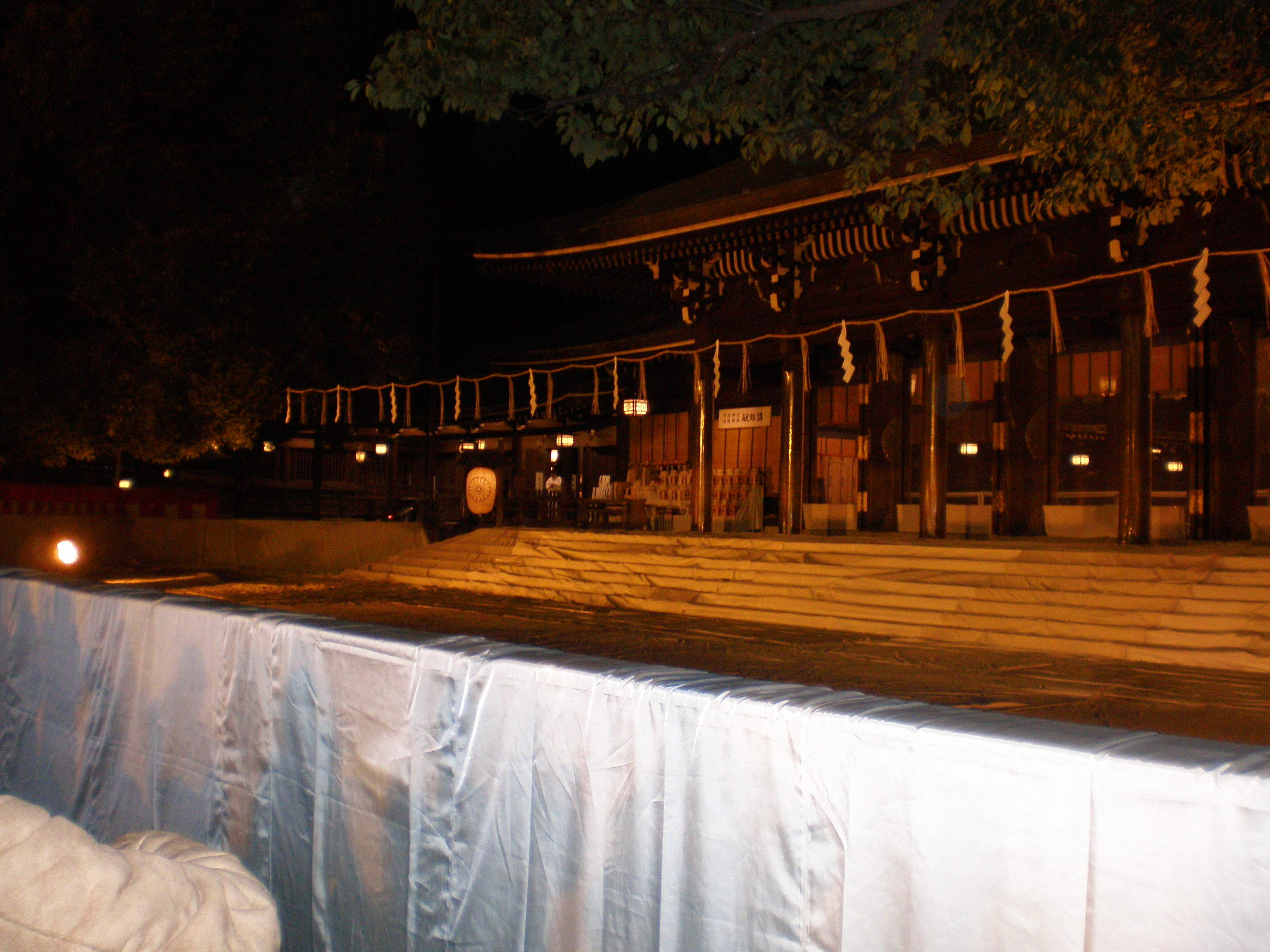
元旦未明の明治神宮の賽銭箱。初詣時期の参拝客に対応するため、拝殿の前の敷地を区切り賽銭入れとしている。

通常、賽銭箱の形状は長方形で、中央に向かって2枚の板が斜めに取り付けられた構造になっており、多くの場合、上部は桟（梯子状）で覆われて中の金銭に手が届かない構造になっている。最近では鍵付で引き出し式のものが多い。屋根付あるいは脚付のものもある。材質は、圧倒的に木製が多い。初詣をする人が多い社寺では、正月期間だけ特大の賽銭箱を設ける。
賽銭箱の大きさや造りは様々で、工芸として優れたものもあることに注目したインテリアデザイナーの平川義浩は「賽銭箱デザイン学会」を立ち上げた。
賽銭箱の上は腕が入れられないよう細く区切られていることが多いが、無理にこじ開けて金銭を盗み出したり、賽銭箱をそのまま持ち出したりする被害（いわゆる「賽銭泥棒」）もあるため、そういった被害に遭わないために金属製の賽銭箱なども使用されている。
2010年代後半からは、一部の神社や寺院において、賽銭泥棒防止や外国人観光客への対応を目的として、電子マネーやQR・バーコード決済など、キャッシュレスによる賽銭が試行されている。この場合の賽銭箱は、白木の箱に電子マネーの決済端末やタブレットが設置されたものとなる。なお、「お布施は財物に託して、信者の心や魂を仏様に捧げるものであり、対価取引の営業行為とは根本的に異なるキャッシュレスによるお布施は不適切である」として導入に反対する意見もある。
賽銭箱形の貯金箱が観光地でよく売られている。

### 中国大陸、台湾、香港
中国大陸や香港、台湾にある仏教や道教の堂でもお金を入れる箱が置かれている。「香油錢」と呼ばれ、線香、蝋燭代という位置づけである。また、実際に線香、蝋燭、紙銭などを受け取る代価として支払うこともある。台湾では、日本語からの借用語で「寄付金」と呼ばれることもあり、そのための「捐錢箱」が置かれていることもある。貯金箱のように横に細い口が上に付いた箱がほとんどで、投げ入れるものではない。

### 韓国
韓国の寺院には「福田函」「佛錢函」と呼ばれる賽銭箱が置かれている場合がある。「卍」だけを書いている場合もある。いずれも郵便ポストのように横から入れるものが多い。

### 英語圏
キリスト教会への寄付（寄進）としての側面を持っていることから、英語ではdonation、offerなどと訳される。入れる箱は奉献箱と呼ばれる。